# Sarzedo (Arganil)
Sarzedo ist ein Ort und eine Gemeinde in Portugal.

## Geschichte
Die mittelalterliche Gemeinde São João Baptista de Sarzedo gehörte zum Kreis Seia. Seit 1852 ist es eine Gemeinde des Kreises Arganil-

## Verwaltung
Sarzedo ist Sitz einer gleichnamigen Gemeinde (Freguesia) im Kreis (Concelho) von Arganil im Distrikt Coimbra. In ihr leben 636 Einwohner auf einer Fläche von 12 km² (Stand 19. April 2021).
Folgende Ortschaften liegen im Gemeindegebiet:
- Casal do Sarzedo
- Malhadinha
- Porto Delgado
- Sarzedo